# 椿油
椿油（つばきあぶら、英: tea seed oil）は、ツバキ科ツバキ属のヤブツバキの種子から採取される植物性油脂である。広義には、ツバキ科ツバキ属に属する樹木の種子から採取した油を椿油と呼ぶ。
ユチャやチャノキの種子から取れた油など、ヤブツバキ以外のツバキ属の種子から採取された、広義の「椿油」は、狭義の椿油と区別する意味で、産業界ではカメリア油と呼ばれる。本記事では広義の椿油について解説する。
酸化されにくいオレイン酸を多く含むため、他の食用の油脂に比べて酸化されにくく固まりにくい性質を持つ（不乾性油）。

## 歴史
利用の歴史は古く、続日本紀には、777年、渤海国使が帰るときに海石榴（つばき）油を所望したので贈った、との記述がある。

## 用途
食用のほか、化粧品、薬品、また石鹸などの原料としても用いられる。
食用油
天婦羅油、炒め物、サラダ用などに使用。長崎県の五島うどんは、引き延ばす際に地元の椿油を生地の表面に塗る伝統がある。
化粧品
髪油（鬢付け油）、スキンケア、保湿に用いられる。中でも純日本産（長崎・五島列島や伊豆諸島産）の椿油は純度が高く重宝されている。
薬用
日本薬局方に収載されており、他の薬効成分と配合して用いられる。
工業用
塗料などの樹脂原料
その他
日本刀の磨き油のほか、木刀や碁盤、将棋盤、将棋駒、木彫り、櫛など木製品の磨き・ツヤ出しに使用する。

## 原料・産地
ヤブツバキ（薮椿）
日本における代表的原料植物であり、東京都の伊豆大島や利島、静岡県の伊豆、長崎県（五島列島）の福江島、新潟県の佐渡島のものが有名。
サザンカ（山茶花）
長崎県諫早地方ではヤブツバキよりサザンカの種子から採油するのが一般的である。この地方ではツバキ類の種実のことをカタシの実、サザンカのことをヒメカタシと呼ぶので、椿油をカタシ油と呼ぶ。
ユチャ（油茶）
中国における代表的原料植物。湖南省、江西省、広西省などで生産されている。中国では、炒め油に使うほか、医薬品の原料としても使用される。
セッコウベニバナユチャ（浙江紅花油茶、学名 Camellia chekiangoleosa H.H.Hu）
中国浙江省特産。ヤブツバキに似た性質を持ち、調理用、化粧品原料などとされている。
チャノキ（茶之木）
飲用にする茶の木であるが、中国においては、種から搾油にも使用されている。

## 製法
種から油分を取り出す方法として次の2種が用いられている。
圧搾
加圧によって種子から液状の油分を分離するもの。コールドプレスともいう。本来の味や成分が、より保持される製法。
溶剤抽出
粉砕した種子と有機溶剤をまぜて、油分を溶剤に溶かし込んだ後、蒸留して溶剤を再分離するもの。圧搾よりも効率よく取ることができる。
いずれも、粗油を得た後、精製工程を行って、精製品が得られる。

## 有効性
椿油やその配合シャンプーでは、脂漏性皮膚炎の原因菌と遊離脂肪酸を減少させ、22名中95%で「やや有用」以上の評価があった。

## 成分表
| 項目                     | 分量(g) |
| ------------------------ | ------- |
| 脂肪                     | 100     |
| 飽和脂肪酸               | 9.7     |
| 16:0（パルミチン酸）     | 7.5     |
| 18:0（ステアリン酸）     | 2.1     |
| 一価不飽和脂肪酸         | 87.0    |
| 16:1（パルミトレイン酸） | 0.1     |
| 18:1（オレイン酸）       | 86.6    |
| 22:1                     | 0.3     |
| 多価不飽和脂肪酸         | 3.1     |
| 18:2（リノール酸）       | 3.0     |
| 18:3（α-リノレン酸）     | 0.1     |